# Štětkoun africký
Štětkoun africký (Potamochoerus porcus) je druh divoce žijícího prasete z čeledi prasatovitých. Starší název je prase štětkaté. Ve volné přírodě žije ve Střední Africe v listnatých a smíšených lesích a v buši do výšky 4000 m n. m.
Shlukuje se do malých stád o maximálně 20 jedincích. Samice je březí 120–127 dní a rodí 1 až 8, podle jiných zdrojů 3 až 6 mláďat. Štětkoun africký je rezavohnědě zbarvený všežravec, kromě plodů a hlíz žere také ptačí vejce či mláďata. Je aktivní především ráno a večer.

## Popis
- Délka 100 - 150 cm
- Váha 50 - 130 kg
- Délka ocasu 30 - 45 cm
- Výška v kohoutku 55 - 100 cm

## Zajímavosti
Nezvyklé výrůstky na hlavě slouží u samců v období námluv jako "nárazníky" při vzájemných soubojích.
Druhým zástupcem rodu štětkoun (Potamochoerus) je druh štětkoun šedý (Potamochoerus larvatus), F. Cuvier, 1822, známý též jako prase madagaskarské nebo štětkoun východoafrický.

## Chov v zoologických zahradách
Pro svůj pěkný vzhled jsou štětkouni oblíbenými chovanci zoologických zahrad. V Česku je chová Zoo Praha, ZOO Dvůr Králové a ZOO Olomouc. Zoo Ostrava skončila s chovem v roce 2021. V Zoo Praha se je vůbec poprvé v historii této zoo podařilo rozmnožit v dubnu 2025.